# NGC 2502
NGC 2502 je galaksija u zviježđu Kobilici.

## Vanjske poveznice
- SEDS: NGC 2502